# Blaya
Blaya, pseudonimo di Karla Regina Francelino Rodrigues (Fortaleza, 27 maggio 1987), è una cantautrice e ballerina brasiliana naturalizzata portoghese.
Ex componente del gruppo Buraka Som Sistema, da solista ha ottenuto un notevole successo con il brano Faz gostoso, che ha raggiunto la vetta della classifica portoghese ed è stato reinterpretato da Madonna nell'album Madame X.

## Carriera
Dopo una gavetta iniziata nel 2001, Blaya entra a tutti gli effetti a far parte del mondo della musica nel 2008 in qualità di componente dei Buraka Som Sistema, gruppo che fa principalmente musica di genere Kuduro. L'esperienza del gruppo dura fino al 2018, ciononostante già nel 2013 Blaya pubblica il suo primo EP (eponimo) da solista.
Nel 2018 firma un contratto con la Warner e pubblica il suo primo singolo da solista, Faz gostoso: il brano ottiene un successo molto ampio in Portogallo, raggiungendo la numero 1 in classifica e ottenendo 2 dischi di platino. L'enorme successo del brano viene notato addirittura da Madonna, la quale inciderà una cover del brano in collaborazione con Anitta per il suo album Madame X. Fanno seguito a tale brani altri singoli di minor successo.
Il 28 luglio 2018 l'artista pubblica il suo primo libro, Mulheres, sexo e manias, costituito da consigli di stampo erotico per il pubblico femminile. Il 30 novembre 2018 Blaya pubblica il suo secondo EP da solista, Eu avisei, anticipato dal singolo omonimo. Nell'ottobre nello stesso anno, Blaya ottiene una nomination come miglior artista portoghese agli MTV Europe Music Awards. Nel 2019 pubblica il suo album di debutto Blaya con Dios.
Conclusa la promozione del disco, sempre nel 2019 pubblica il singolo Baza: il brano ottiene un ottimo successo in portogallo raggiungendo la decima posizione in classifica e diventando quindi la seconda top ten di Blaya da solista.

## Vita privata
Sebbene sia nata in Brasile, Blaya si è trasferita in Portogallo a soli 2 mesi d'età. Ha avuto una figlia, Aura Electra Rodrigues Russo, nel 2017. L'artista è dichiaratamente bisessuale dal 2012.

## Discografia

### Album in studio
- 2019 – Blaya con Dios

### EP
- 2013 – Blaya
- 2018 – Eu avisei
- 2022 – Jungle Disco

### Singoli
- 2018 – Faz gostoso
- 2018 – Má vida
- 2018 – Vem na vibe
- 2018 – Eu avisei
- 2019 – Cash
- 2019 – Tudo passou
- 2019 – Baza
- 2020 – Beber
- 2020 – Bruxa
- 2020 – Achas (con Jojo Maronttinni e Preto Show)
- 2020 – +Mais
- 2020 – Me domina (feat. Carlão)
- 2020 – Funk total: Que beat é esse? (con MC Fioti)
- 2021 – OK
- 2021 – Anda bater
- 2021 – Não devo nada (con i Supa Squad)
- 2021 – Pensão do amor (con Stereossauro)
- 2022 – Colchão
- 2022 – Deixa pra lá (con Moullinex)
- 2023 – Bicicleta (con DJ Overule)
- 2023 – Ninja

## Opere
- 2018 –  Mulheres, sexo e manias